# Сантьяго-де-Куба
Сантья́го-де-Ку́ба (исп. Santiago de Cuba) — город на юго-восточном побережье Кубы. Административный центр провинции  Сантьяго-де-Куба.

## История

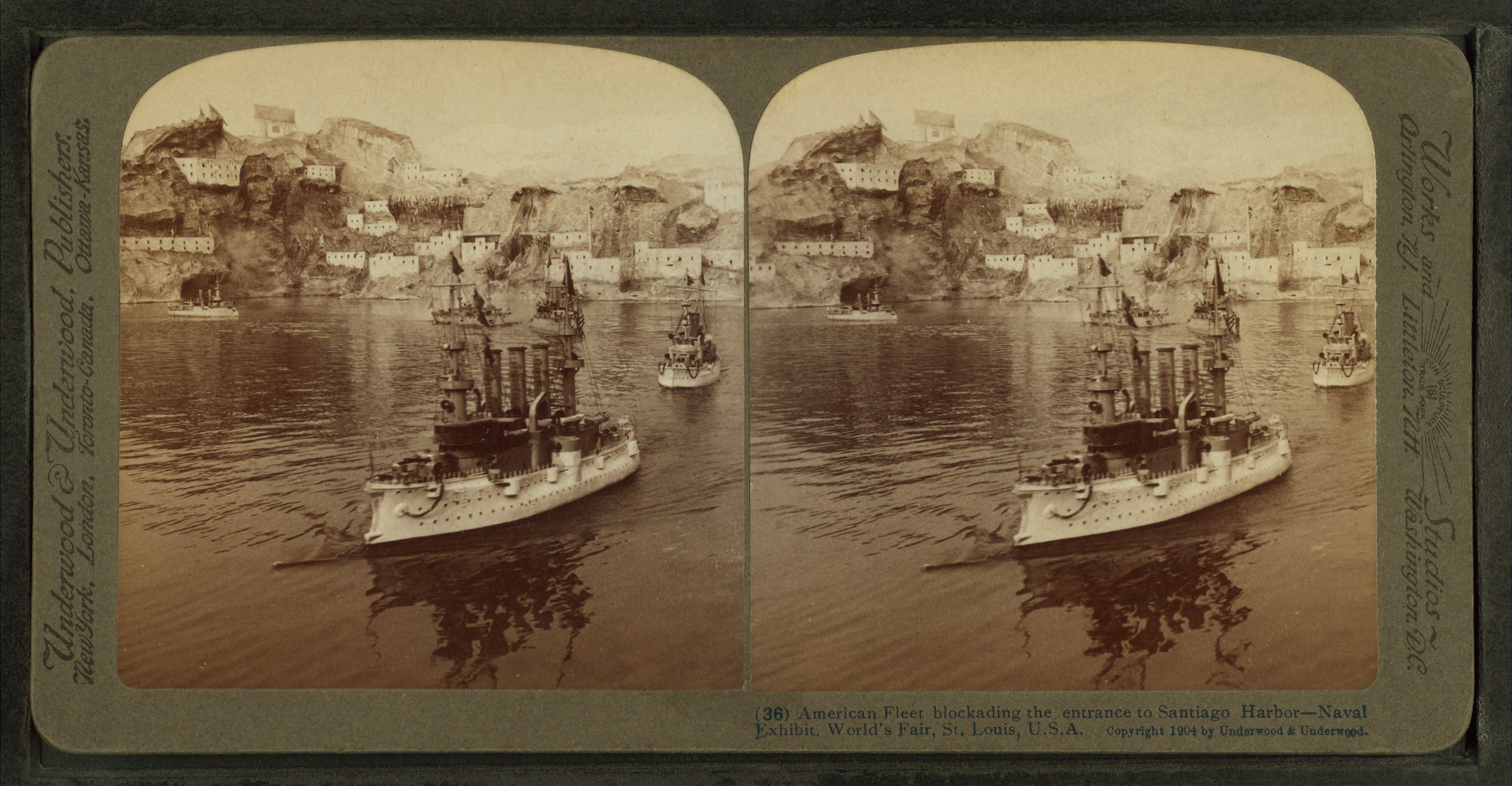
блокада гавани Сантьяго-де-Куба кораблями военного флота США в 1898 году (из коллекции стереоскопических изображений 1903-1905 гг.)

Основан в 1514 году. По другим данным, был основан 6 июля 1515 года.
До 1556 года являлся административным центром острова, в дальнейшем стал вторым по величине кубинским городом после Гаваны.
В бухте расположена крепость Сан-Педро-де-ла-Рока-дель-Морро. Окрестности Сантьяго-де-Куба популярны как место рекреационного дайвинга.
В 1817 году, по переписи, в городе проживали 26740 человек, из которых большинство составляли негры (10032 свободных и 7404 раба). Белых горожан в 1817 году было только 9302 человека.
В 1861 году в городе проживали 36 752 человека.
В XVIII—XIX веках город был сильно разрушен от подземных толчков. Землетрясения были зафиксированы 14 октября 1800 года, 18 сентября 1826 года, в мае и июле 1842 года и 20 августа 1852 года. Некоторые землетрясения были почти бескровными: в 1826 году погибли трое, в августе 1852 года — двое.
В ходе испано-американской войны в 1898 году корабли военно-морского флота США установили морскую блокаду порта, в дальнейшем город был осаждён и взят войсками США.
В начале 1950х годов население города составляло 118 тыс. человек (с учётом пригородов — до 140 тыс. человек), он являлся вторым по значимости промышленным центром страны; здесь действовали табачные, фруктовоконсервные, а также небольшие кирпичные, текстильные, лесопильные, мыловаренные, металлообрабатывающие и судоремонтные предприятия.
26 июля 1953 года Фидель Кастро с группой революционеров напал на казармы Монкада, чтобы захватить арсенал, начав борьбу с Батистой.
1 января 1959 года с балкона городской ратуши главнокомандующий повстанческой армии Фидель Кастро объявил о победе Кубинской революции.
В 1959 году в городе началось издание провинциальной газеты «Sierra Maestra». В казармах Монкада открыли школу.
Утром 15 апреля 1960 года, перед началом вторжения на Кубу подготовленной США «бригады 2506» два бомбардировщика B-26 (с опознавательными знаками ВВС Кубы) нанесли удар по аэропорту «Антонио Масео», сбросив 100-фунтовые авиабомбы и обстреляв его из 12,7-мм пулемётов. В результате, на взлётно-посадочной полосе сгорел самолёт DC-3 авиакомпании «Cubana de Aviación».
В феврале 1961 года здесь было создано промышленное предприятие «De-sembarco del Granma» министерства обороны Кубы (помимо ремонта грузовиков КамАЗ, КрАЗ и МАЗ освоившее выпуск сельскохозяйственных орудий).
В 1970 году население города составляло 276 тыс. человек, он являлся вторым после Гаваны промышленным центром страны. Здесь действовали предприятия пищевой (табачная, вино-ликёрная, сахарная, рыбоконсервная), цементной, текстильной, кожевенно-обувной, нефтеперерабатывающей, химической, металлообрабатывающей, судостроительной промышленности.
В течение 1976 года при техническом содействии СССР тепловая электростанция в городе Сантьяго-де-Куба была реконструирована и расширена, после чего её мощность увеличилась.
В 1982 году население города составляло 349 тыс. человек, основой экономики являлись металлообрабатывающая, нефтеперерабатывающая, цементная и пищевкусовая промышленность.
В 1983 году здесь был построен и введен в эксплуатацию хлопчатобумажный комбинат «Celia Sánchez Manduley».
В 1986 году здесь создали Центр исследований в области солнечной энергии.
Осенью 2012 года город серьёзно пострадал от урагана «Сэнди».
В июне 2015 года при содействии КНР началась реконструкция морского порта.

## Климат
Сантьяго-де-Куба расположен во влажной тропической зоне, где нет климатической зимы. В зимний период гораздо меньше осадков, чем в летний. По классификации климатов Кёппена — тропический климат саванн с сухой зимой и дождливым летом (индекс Aw). Среднегодовая температура 26,2 °C, среднее количество осадков в год составляет 1124 мм.
| Показатель                    | Янв. | Фев. | Март | Апр. | Май  | Июнь | Июль | Авг. | Сен. | Окт. | Нояб. | Дек. | Год  |
| ----------------------------- | ---- | ---- | ---- | ---- | ---- | ---- | ---- | ---- | ---- | ---- | ----- | ---- | ---- |
| Средний суточный максимум, °C | 29,7 | 29,7 | 30,6 | 31,3 | 31,7 | 32,2 | 33,4 | 33,5 | 33,1 | 31,8 | 30,9  | 29,9 | 31,5 |
| Средняя температура, °C       | 24,1 | 24,2 | 25,0 | 25,8 | 26,7 | 27,2 | 28,1 | 28,0 | 27,7 | 26,8 | 25,9  | 24,7 | 26,2 |
| Средний суточный минимум, °C  | 18,5 | 18,7 | 19,5 | 20,4 | 21,7 | 22,3 | 22,8 | 22,6 | 22,3 | 21,9 | 20,9  | 19,5 | 20,9 |
| Норма осадков, мм             | 52   | 36   | 48   | 68   | 160  | 113  | 78   | 97   | 121  | 206  | 92    | 53   | 1124 |
| Источник:                     |      |      |      |      |      |      |      |      |      |      |       |      |      |

| Показатель                                       | Янв. | Фев. | Март | Апр. | Май  | Июнь | Июль | Авг. | Сен. | Окт. | Нояб. | Дек. | Год  |
| ------------------------------------------------ | ---- | ---- | ---- | ---- | ---- | ---- | ---- | ---- | ---- | ---- | ----- | ---- | ---- |
| Средний суточный максимум, °C                    | 28,7 | 29,0 | 29,1 | 29,3 | 29,7 | 30,5 | 30,9 | 31,6 | 31,3 | 30,5 | 30,3  | 29,4 | 30,0 |
| Средняя температура, °C                          | 24,6 | 24,8 | 25,0 | 25,8 | 26,2 | 26,9 | 27,4 | 27,9 | 27,6 | 26,7 | 26,4  | 25,4 | 26,2 |
| Средний суточный минимум, °C                     | 20,5 | 20,6 | 20,9 | 22,4 | 22,9 | 23,4 | 23,9 | 24,3 | 23,9 | 23,1 | 22,4  | 21,4 | 22,5 |
| Температура воды, °C                             | 26,4 | 26,8 | 26,7 | 27,1 | 28,0 | 28,4 | 29,3 | 29,8 | 30,0 | 29,7 | 28,9  | 27,8 | 28,2 |
| Источник: Температура воздуха и Температура воды |      |      |      |      |      |      |      |      |      |      |       |      |      |

## Экономика
- нефтеперерабатывающий завод «Hermanos Díaz»[19], тепловая электростанция «Antonio Maceo»[16], судоремонтный завод[16] «DAMEX Shipbuilding & Engineering»[20], завод «Retomed» по производству медицинского оборудования[16]
- пищевая промышленность (в том числе, один из заводов по производству кубинского рома)[16]

## Транспорт
- морской порт[9][3][4], станция и депо Кубинской железной дороги[9][2][21]
- аэропорт «Антонио Масео»[11][16] (имеет статус международного аэропорта с декабря 1984 года)[22].
- городской автобус[23]

## Образование и культура
Город является крупным образовательно-культурным центром. Здесь действуют университет Орьенте, школы, библиотеки и музеи.
В числе музеев — такие известные, как расположенный в старинной усадьбе Этнографический музей «Ла-Исабелика», дворец первого конкистадора Кубы Диего Веласкеса де Куэльяра, построен в 1516—1520 (Музей колониального искусства), Муниципальный Музей имени Эмилио Бакарди, Исторический музей в знаменитой казарме Монкада, музей-усадьба Сибоней (дом, где собрались революционеры Кастро в 1953), Музей естественной истории. Рядом с городом находится крепость Сан-Педро-де-ла-Рока, входящая в список Всемирного наследия ЮНЕСКО.
Также в городе интересны два театра, живописный Городской собор, консерватория, много кинотеатров. На городском кладбище Санта-Ифигения расположены Мавзолей Хосе Марти и могила Фиделя Кастро.
Местом религиозного паломничества является посёлок Эль-Кобре, где находится собор «Святой Каридад дель Кобре» (Пречистой Милосердной Девы из Кобре) — покровительницы Кубы с 1612 г.

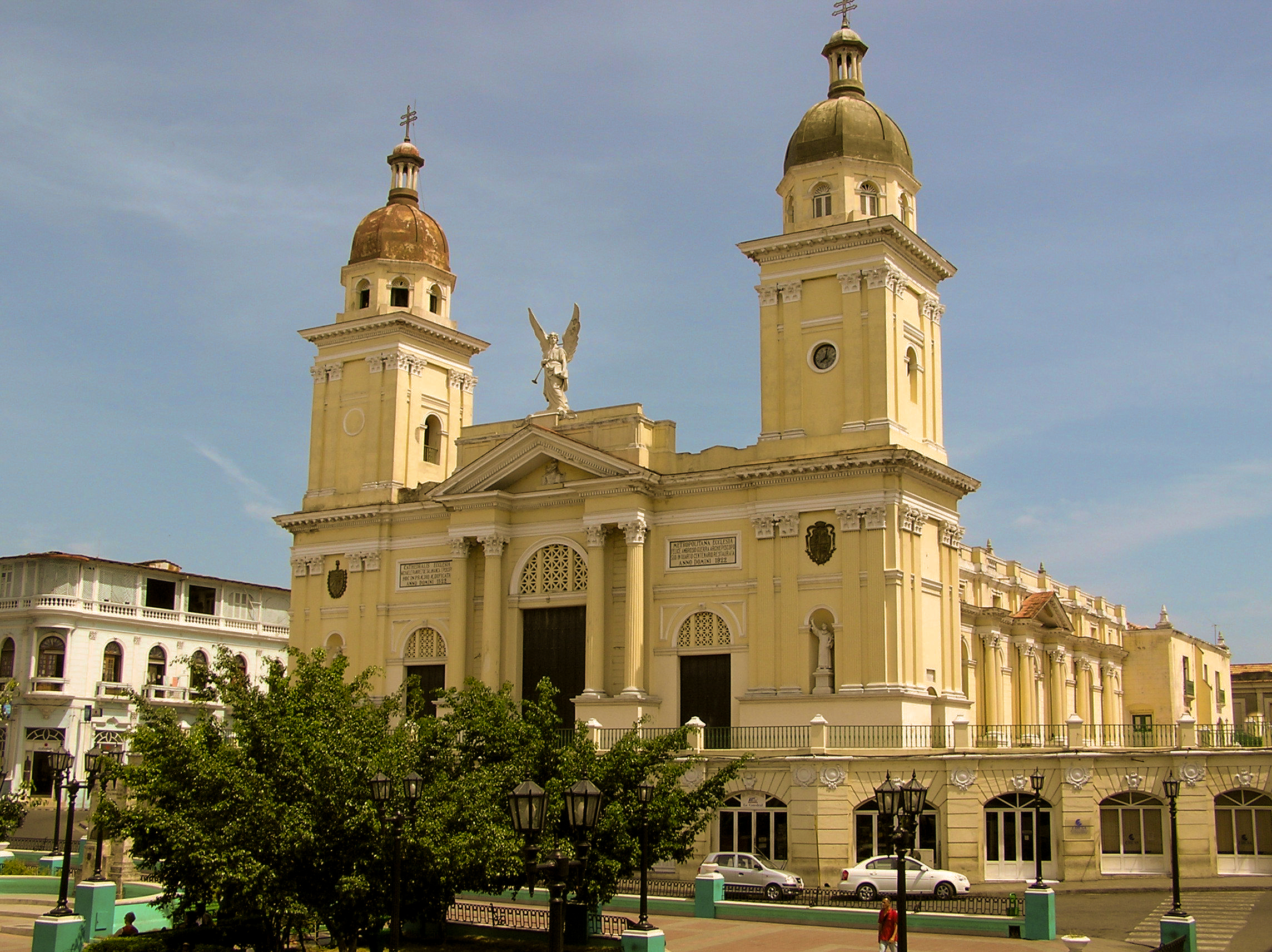
Кафедральный собор Сантьяго-де-Куба
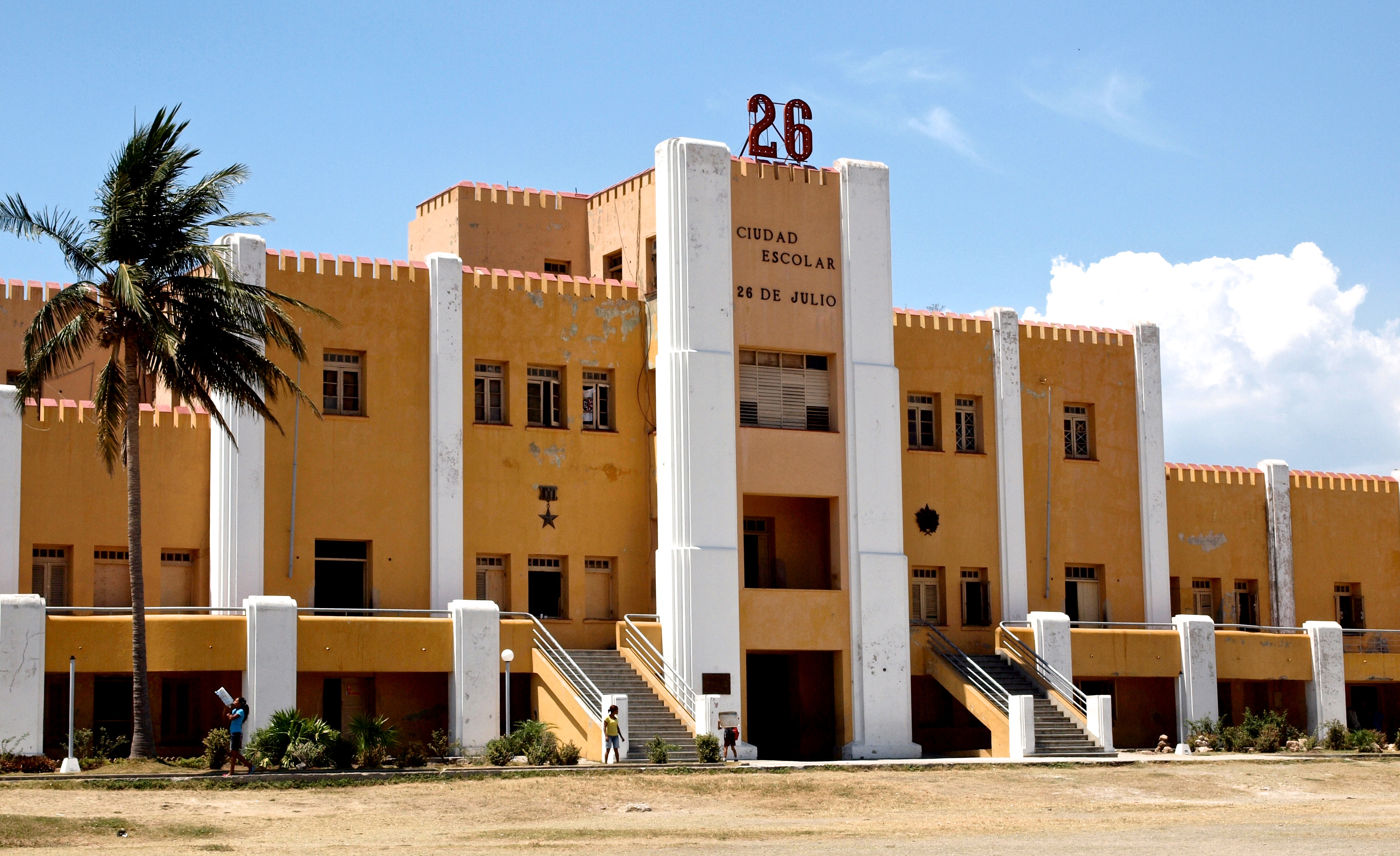
Казармы Монкада
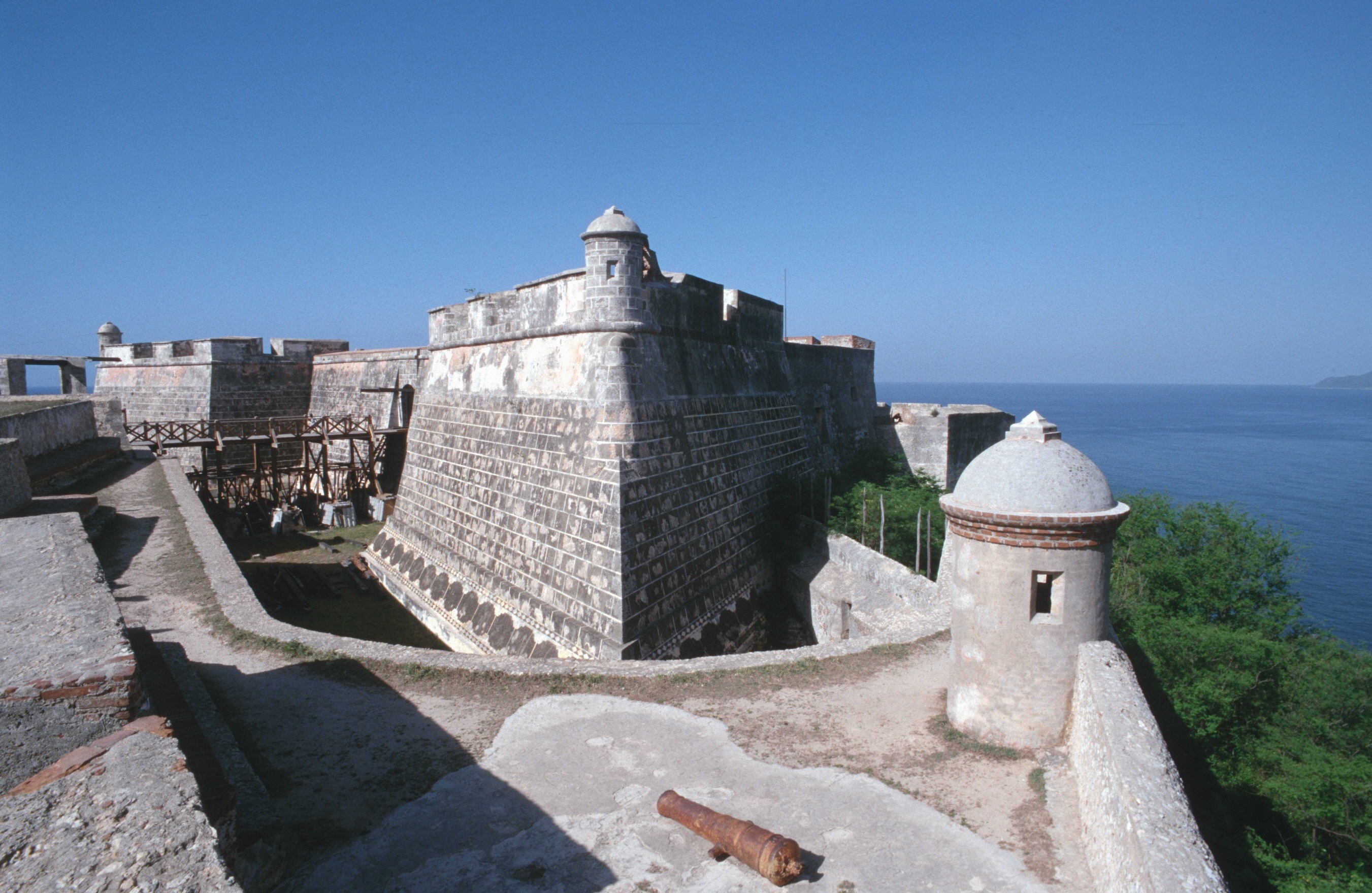
Крепость Сан-Педро-де-ла-Рока
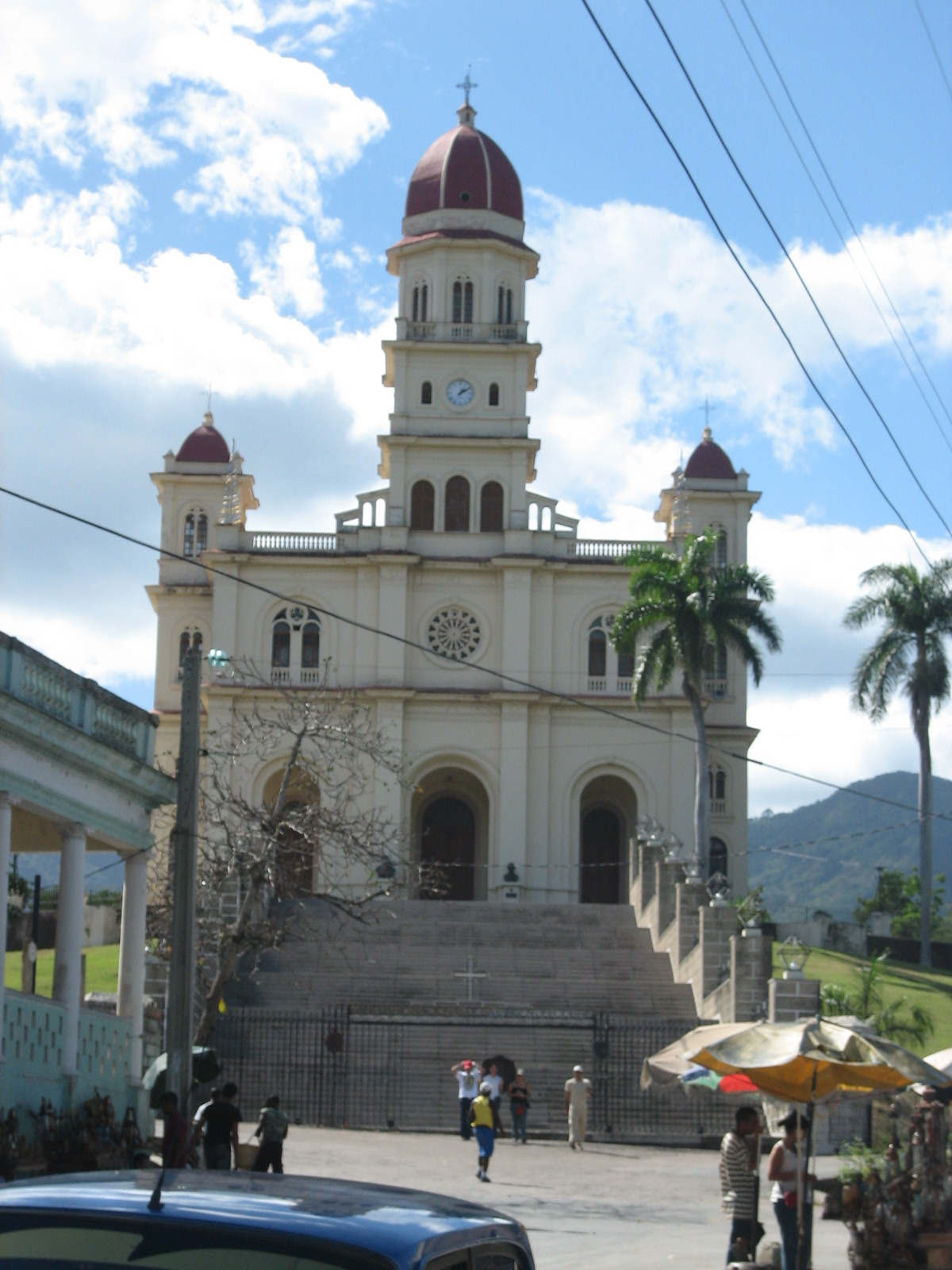
Собор в Эль-Кобре (1926)

## Города-побратимы
- Сантьяго-де-Компостела, Испания
- Сантьяго, Мексика (штат Нуэво-Леон)
- Санкт-Петербург, Россия (c 1974 года)